# Danta Bai
Danta Bai (vertaald: geruis van de stroomversnelling) is een recreatieoord aan de Boven-Surinamerivier in Sipaliwini, ten zuiden van het Brokopondomeer.
Via de weg van Paramaribo naar Pokigron (Atjoni) is het kort voor het eind via een weg naar links te bereiken. De stroming in de Surinamerivier is hier sterk. Het oord is in trek is bij mensen uit de stad. Er is een bootverbinding met Pokigron. Er staan een aantal traditionele huisjes, een gastenverblijf en aan de rivier staat een hangmathut. In de buurt liggen traditionele twee dorpen: Pokigron/Atjoni (stroomopwaarts) en Duwatra (stroomafwaarts). Op het eiland er tegenover ligt het toeristenresort Kwai Kwai.